# Кауцмюнде (замок)
Ка́уцмюнде (нем. Schloss Kauzmünde, латыш. Kaucmindes muiža) — старинный замок в поселении Саулайне в Рундальской волости Бауского края, Латвия. До проведения в 1920 году аграрной реформы резиденция и окружающие земли принадлежали семье остзейских дворян фон Пален.

## История

### Ранний период
В 1469 году магистр Ливонского ордена Иоганн фон Менгден передал земли, окружающие современный комплекс, Андреасу Ксаверу. Тот построил в центре усадьбы укреплённый господский дом, похожий на небольшой замок. Вокруг появились хозяйственные постройки.
В 1527 году магистр Вальтер фон Плеттенберг передал имение во владение Томасу Бенекену. Поместье со временем стало одним из самых крупных в Курляндии. 

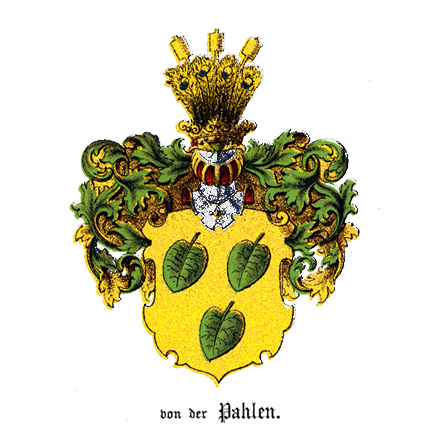
Герб рода фон Пален

### XVIII–XX века
До 1753 года владельцами поместья и ряда соседних усадеб была семья фон Шульте. В 1753 году замок купили представители рода фон Шепинг. Позднее земли перешли в собственность семьи фон Пален.
В 1780 году по заказу генерала Петера фон дер Палена на месте старого хозяйского особняка архитектор Курляндского герцогства Северин Йенсен спроектировал просторный дворцово-замковый комплекс. На протяжении двух веков он служил одной из главных резиденций рода фон Пален.
В 1912 году была проведена масштабная реконструкция комплекса. Корпуса усадьбы соединили в полукольцо. Дворец приобрёл свой современный вид. В то время его окружал ухоженный пейзажный парк.
После завершения Первой мировой войны Латвия обрела независимость. В стране в 1029 году была проведена аграрная реформа. Имение было экспроприировано. С той поры его стали называть Кауцминде.
До советской оккупации Латвии (до 1940 года) в главном здании размещалась Школа экономики Кауцминде. В 1944 году она была преобразована в Саулайнский сельскохозяйственный техникум. Позже учебное учреждение переименовали в Саулайнский государственный сельскохозяйственный техникум. К концу 1980-х главный корпус серьёзно обветшал и нуждался в капитальном ремонте.

### После возрождения независимости Латвии
В 1991 году после распада СССР Латвия смогла восстановить независимость. В стране начался процесс реституции и приватизации собственности. В 1996 году муниципальное предприятие SIA Kaucmindes pils продало усадьбу фирме Intelco. Эта организация принадлежала тогдашнему директору гостиницы «Ридзене» Марису Гулбису. В 2011 году он продал 45% в своей компании бизнесмену Эрвинсу Исаеву. Всё это время главное здание лежало фактически в руинах.
После смерти основного владельца здания в 2016 году ему наследовал его сын Марис Гулбис-младший. Он решил продать бывший дворец фирме SIA CVIR. Эта компания ранее приобрела долю Исаева. Робертс Лигерс, супруг владелицы SIA «CVIR» Руты Лигерс, был полон решимости провести полноценную реставрацию дворцово-замкового комплекса. Весной 2017 года на пресс-конференции он пообещал журналистам, что в скором времени будут восстановлены фасад и крыша главного корпуса, а через несколько лет во дворце будет создан реабилитационный центр. 
В 2019 году на строительной площадке из-за несоблюдения правил техники безопасности погиб один из работников. Выяснилось, что он трудился без законного разрешения на строительные работы. Власти наложили запрет на продолжение реконструкции. Полиция возбудила уголовное дело.
В 2021 году в прессе появилась информация, что комплекс может быть выставлен на торги. Основная причина — невыполнение фирмой SIA CVIR планов по реставрации здания.

## Описание
Комплекс представляет из себя главный трёхэтажный корпус, к которому с двух сторон примыкают два крыла, образуя полукруг, на краях которого находятся двухэтажные флигели. Полукольцо образует просторную круглую площадь перед резиденцией. Центральный фасад обращён к северо-западу. Дворец окружён обширным парком.  

## Галерея

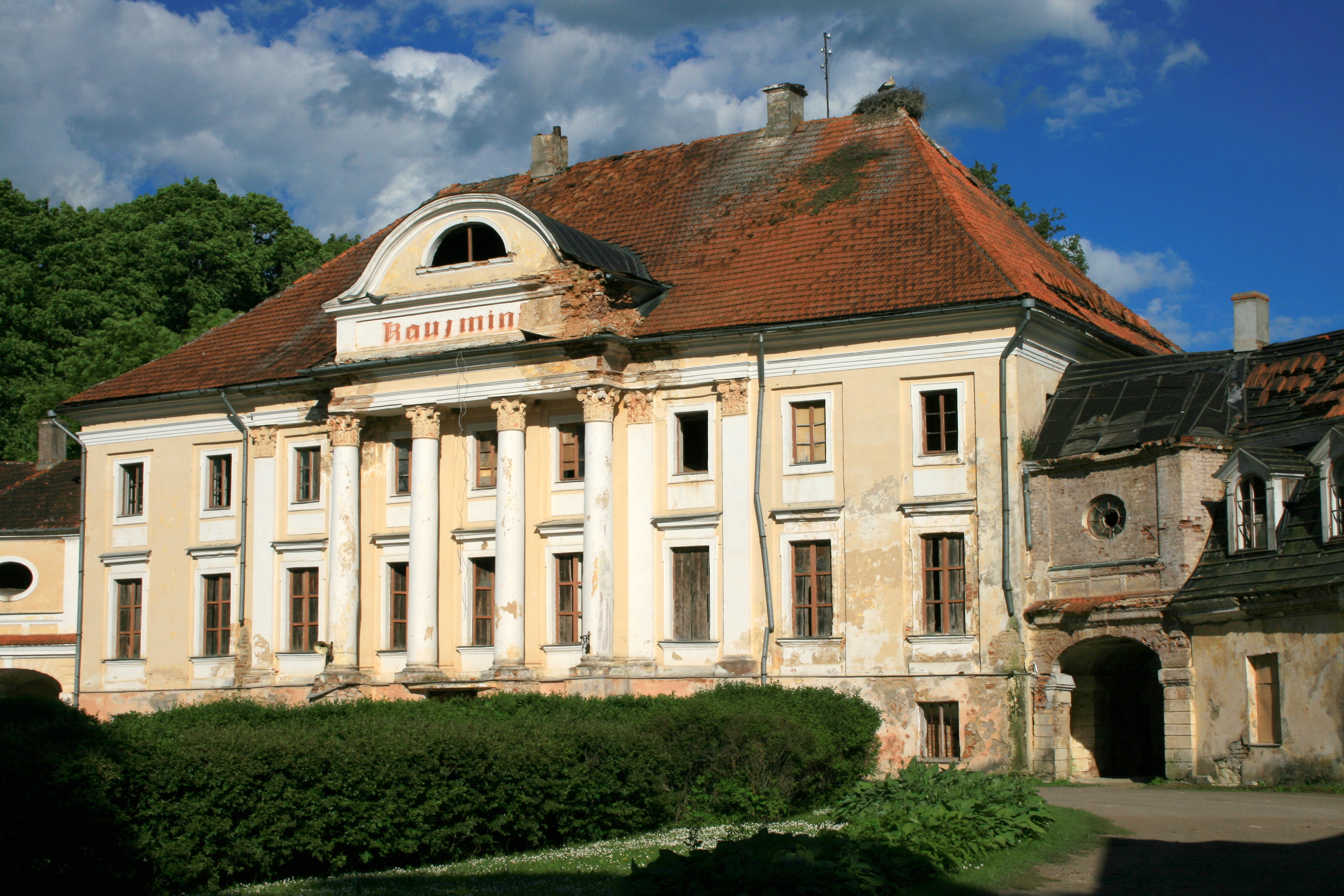
Фасад главного корпуса
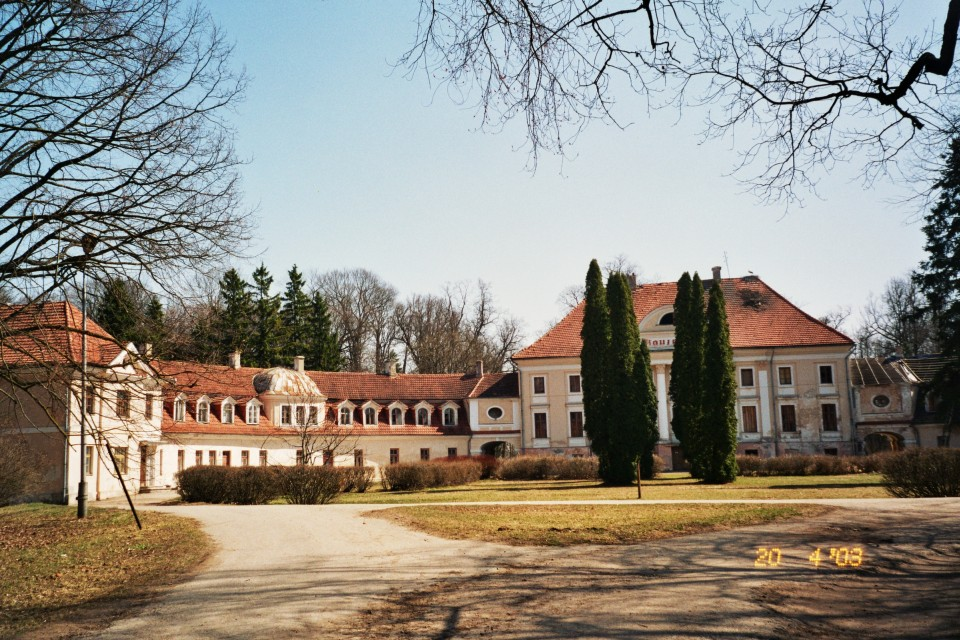
Вид замка на фотографии 2003 года
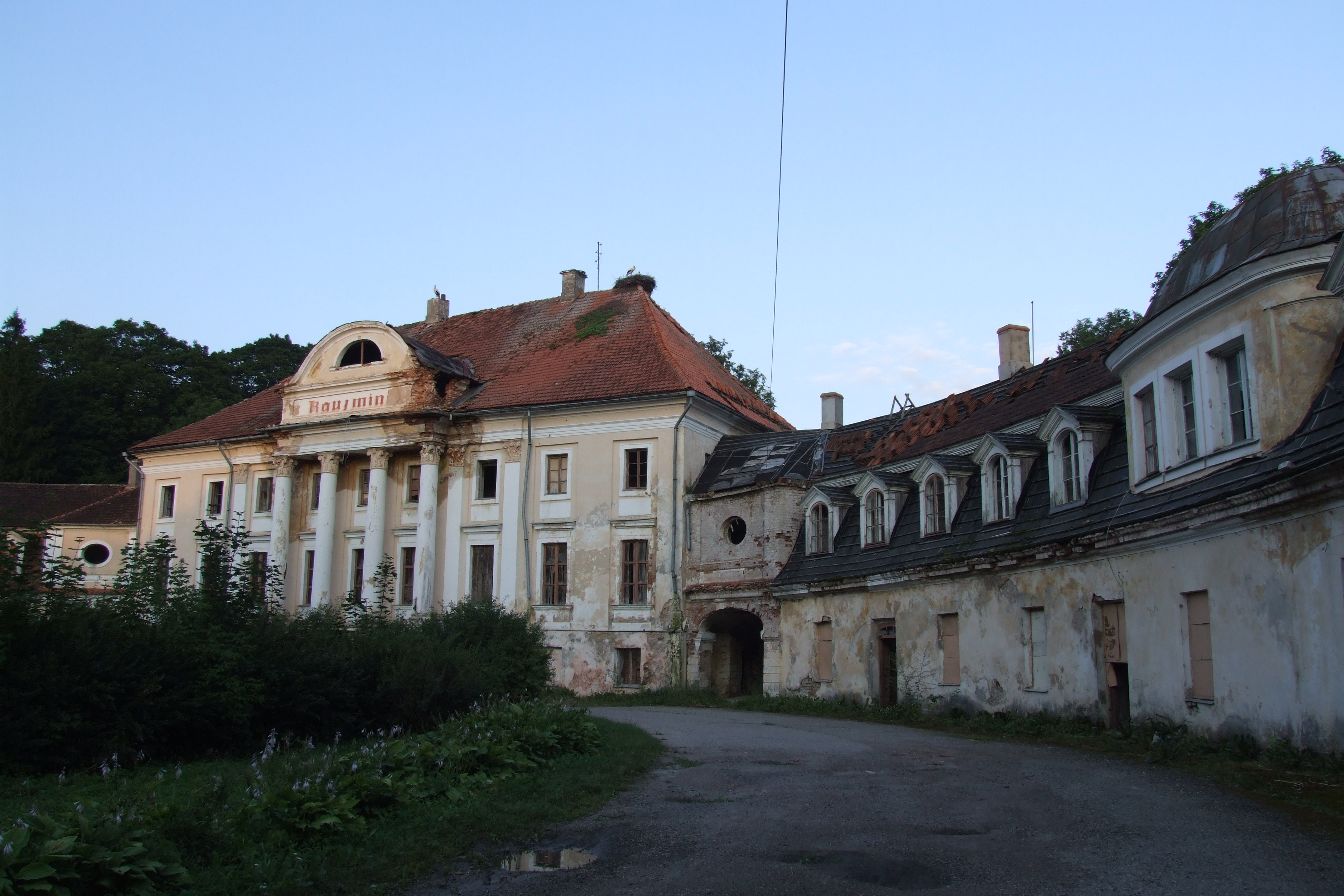
Панорама комплекса со стороны правого крыла
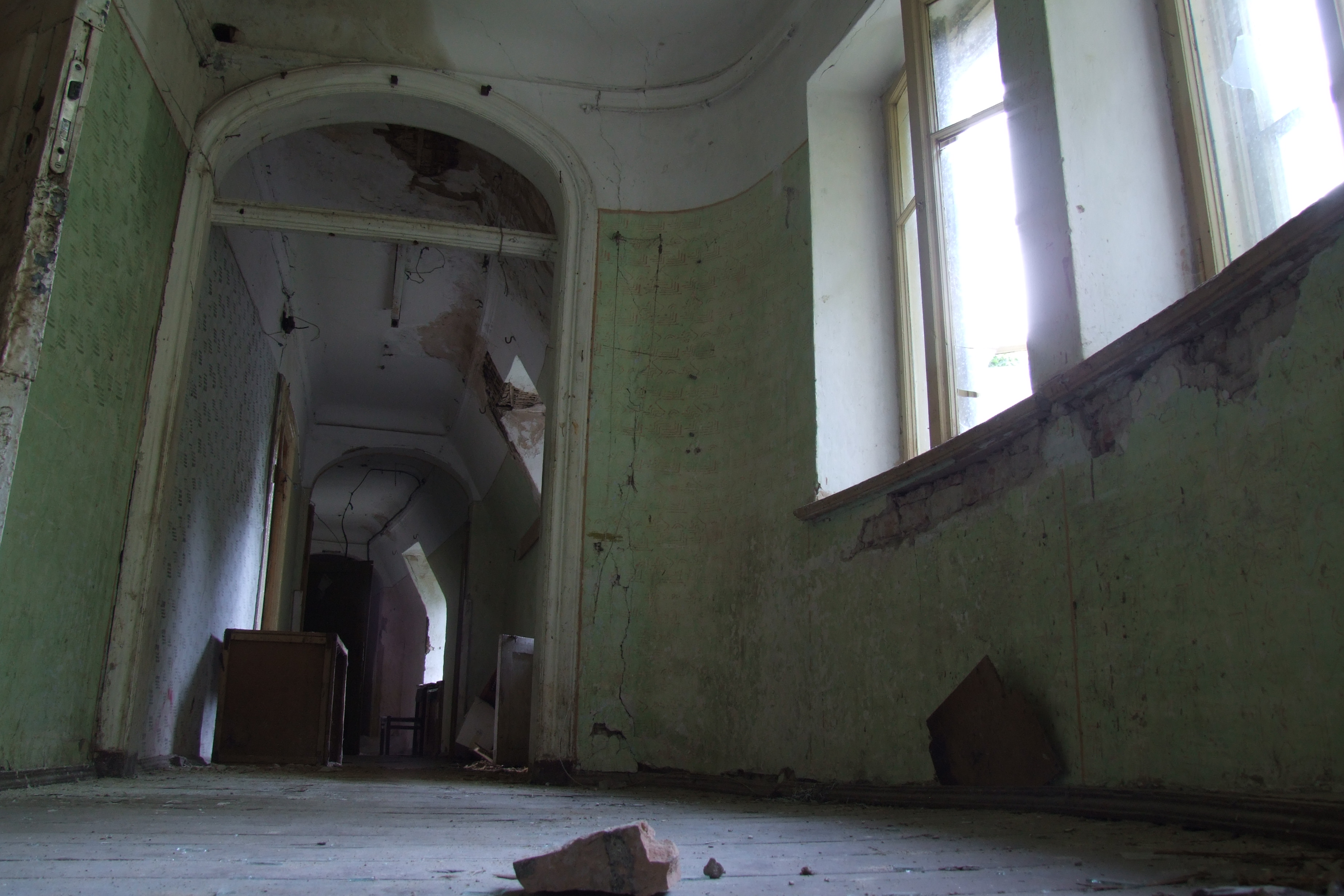
Одно из внутренних помещений
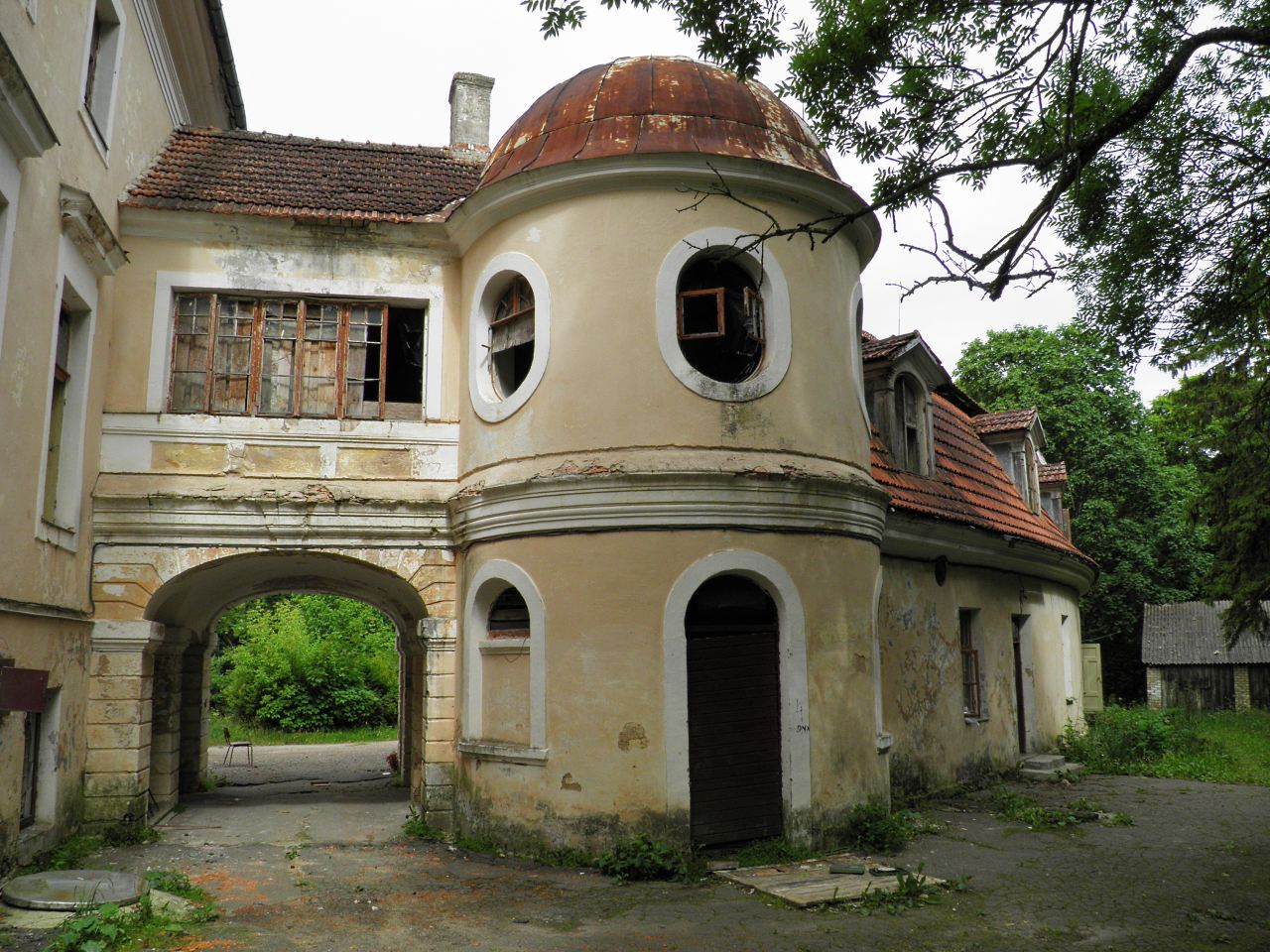
Одна из небольших лестничных башен